# Movimentos de praças no Brasil na década de 1960

Quepes de marinheiros e capacetes de fuzileiros navais que aderiram a eles na revolta de 1964

Praças — militares abaixo das patentes de oficiais — das Forças Armadas do Brasil protagonizaram as revoltas dos sargentos, em 1963, e dos marinheiros, em 1964, como parte de movimentos de caráter corporativo e político organizados no início dos anos 60, com participação também de policiais militares e bombeiros.  Eram parte importante da esquerda militar e estavam próximos da base de apoio do presidente João Goulart. A reação entre os oficiais foi forte e negativa, sendo um dos fatores por trás do golpe de Estado de 1964, após o qual foram reprimidos.
As praças, como sargentos e marinheiros, vêm principalmente das classes baixas e formam a maior parte do efetivo militar. Sua organização era por associações de classe, e suas demandas, tanto internas quanto externas à instituição. Queriam ganhar mais oportunidades de carreira, alterar os regulamentos disciplinares e às restrições à vida privada, como ao casamento, trabalhar em melhores condições e poder participar da política. Em todos esses quesitos, tinham menos direitos que os oficiais. Externamente, defendiam as reformas de base do presidente e associavam-se a políticos como Leonel Brizola e aos movimentos sindical, agrário e estudantil. Junto ao dispositivo militar governista entre os oficiais, deveriam proteger o presidente. Numa crise política, tinham relevância potencial se lançassem mão de seu “instrumento de trabalho”, o fuzil, mas as ideias não evoluíram para a organização concreta de uma força militar.
Os subalternos militares aderiram à Campanha da Legalidade, em 1961, tendo importante papel em manter unidades militares a favor da posse de Goulart. Seus movimentos lançaram diversos candidatos ao Legislativo nas eleições gerais de 1962, mas a lei restringia a elegibilidade. A recusa do Supremo Tribunal Federal em aceitar a elegibilidade dos sargentos motivou uma revolta armada em Brasília em 1963. Participaram sargentos da Marinha e Aeronáutica, mas não aderiram os do Exército, que derrotou o levante; os movimentos eram mais fracos nos sargentos do Exército, que em sua maioria permaneceram leais aos comandantes no período. Alguns oficiais tinham simpatia, mas o oficialato em geral foi ofendido pela indisciplina, e as autoridades militares agiram contra a mobilização. A revolta dos marinheiros no Rio de Janeiro e a reunião de praças com Goulart no Automóvel Clube, em março de 1964, figuraram entre os fatores imediatos para o golpe militar contra o presidente. Entre praças houve alguns esboços de reação, mas sem impedir seu sucesso. Na ditadura militar os movimentos foram desmobilizados e um pequeno número de seus participantes ingressou na luta armada contra o regime, mas a condição das praças teve mudanças.
A mobilização das praças apareceu em meio a uma grande atividade de movimentos sociais na primeira metade dos anos 60, e teve precedentes como a Revolta da Chibata, em 1910, e inúmeras revoltas na Era Vargas, acrescentando um capítulo à relevância das baixas patentes nos movimentos militares ao longo da história brasileira.

## Terminologia
O Estatuto dos Militares de 1946 distinguia entre os oficiais, com graus hierárquicos chamados “postos”, e, abaixo deles, as praças, com graus chamados “graduações”. Suboficiais, subtenentes, sargentos, cabos, soldados, marinheiros e taifeiros eram praças. Os graus de segundo tenente para cima eram de oficiais. Praças nas graduações de cabo para cima eram classificadas como “graduados”.. No português brasileiro, a palavra praça para ser referir a soldados era originalmente feminina, mas passou a ser usada como masculina no início do século XX. O uso masculino está presente na literatura acadêmica, mas a Lei do Serviço Militar, Estatuto dos Militares e Código Penal Militar da época ainda usavam a palavra como feminina.

## Contexto

### A condição de praça

Julgamento de sargentos paraquedistas em 1965

A maior parte do efetivo militar é composto de praças. Sua origem está nas camadas populares, incorporadas pelo voluntariado ou serviço militar obrigatório. Já os oficiais eram de classe média, frequentemente de origem endógena (filhos de militares). Eles vêm principalmente das academias militares. A promoção de praças a oficiais era possível, mas complexa. Na Marinha, os oficiais cultivam uma imagem de elite.
Historicamente há uma cisão entre oficiais e praças, com os últimos tendo maior ingerência na vida privada do que os primeiros. Pelas definições militares não havia “classe” de sargentos ou qualquer outra, mas apenas a classe militar. Ainda assim, as perspectivas de carreira e trabalho das praças eram inferiores. Na Marinha, as rigorosas punições do início do século já não eram mais aplicadas, mas permaneciam restrições ao casamento e más condições de trabalho e alimentação. No Exército, a reputação do serviço militar havia melhorado na primeira metade do século, e experiência da Força Expedicionária Brasileira levou à busca de um maior nível intelectual das praças, reduzindo sua distância para os oficiais.
Os sargentos eram o limbo entre os oficiais e soldados. Havia na época o lema “sargento também é povo”, mas os sargentos do Exército já chegavam a ter perfil de classe média. Muitos advinham da pequena burguesia. Seu nível cultural e social já era substancialmente maior do que no passado. Na Marinha a remuneração dos sargentos era bem maior do que dos cabos. Os sargentos tinham importância especial por estarem no “ponto de quebra” entre oficiais e praças. Eles auxiliam os oficiais nas suas funções de comando e são a ligação da oficialidade com a tropa, que têm grande chance de conseguir mobilizar contra os oficiais numa insurreição. Levantes de praças no Exército eram tipicamente liderados por sargentos, com os cabos e soldados como coadjuvantes. Na Aeronáutica, a maior capacidade de politização estava com sargentos e cabos. Já na Marinha, há um histórico de movimentos de cabos e marinheiros. Em meados do século XX o Exército promovia a distinção entre sargentos e cabos. A qualificação profissional aumentava com iniciativas como a Escola de Sargentos das Armas. Porém, o tratamento continuava diferente dos oficiais.
Os movimentos de praças do início dos anos 60 emergiram em meio a uma crise geral e a uma “ampla mobilização das camadas populares”. O isolamento da sociedade ou autonomia de comportamento das Forças Armadas foram rompidos, e as bases sociais dos militares passaram a importar. Era um período de “uma sociedade agitada por ideologias políticas, uma politização forte nas Forças Armadas, uma reação consistente das classes conservadoras e grande influência da mídia”, no qual havia “forte influência de facções políticas sobre as praças (incluindo aliciamentos e incitações a ações fora do contexto disciplinar) e uma consequente possibilidade de quebra da hierarquia.”

### Movimentos anteriores
A historiografia foca nos oficiais, mas nenhum de seus movimentos teria sucesso sem a adesão ou subserviência das praças, que poderiam interrompê-los através do desrespeito à hierarquia e à disciplina. Mais do que isso, as praças protagonizaram várias revoltas próprias. Na República da Espada, instalada por oficiais, houve sentimento antirrepublicano nas praças do Exército. Ainda em 1889, elas reagiram à Proclamação da República com várias sublevações isoladas na capital, em Desterro e na foz do Rio Apa, em Mato Grosso. Nas praças da Marinha havia sentimento antiflorianista. Em 1892, um levante deodorista na Fortaleza de Santa Cruz foi liderado pelo sargento Silvino Honório de Macedo.
Em 1910, marinheiros tomaram o controle dos principais navios da Armada na Revolta da Chibata. Seu exemplo era lembrado pelos marinheiros de 1964, que liam sobre o evento e pagavam uma pensão ao líder João Cândido. Em 1915 e 1916, centenas de sargentos do Exército foram presos após serem descobertos planos de revoltas. O tenentismo, apesar do nome, dependeu fortemente dos “verdadeiros detentores do controle da tropa”, os sargentos, que, comissionados como tenentes, comandaram pelotões. Sargentos foram importantes na Revolução Constitucionalista e Intentona Comunista. Junto com cabos e soldados, lideraram um grande número de revoltas nos anos 30, quando o descontentamento era alto.
Na República Populista a entrada das praças no jogo político foi gradual, inicialmente consistindo no apoio a oficiais getulistas. A Casa dos Sargentos do Brasil, contando com membros das Forças Armadas, Força Pública e bombeiros, foi fundada no Rio de Janeiro em 1947. Além dos interesses corporativos, participou da pressão militar contra a entrada do Brasil na Guerra da Coreia. Sua atuação política incluiu a presença de sargentos do Partido Comunista (PCB). Ela foi fechada em 1952. As crises de 1954 e 1955, com o suicídio de Getúlio Vargas e o Movimento de 11 de Novembro, foram divisivas para as Forças Armadas como um todo. Praças politicamente ativas da década seguinte as citam como seus momentos de despertar político. Em 1955, o general Henrique Teixeira Lott teve o apoio de sargentos. Na segunda metade da década já havia um lobby de sargentos por questões trabalhistas, embora não constituíssem um grupo no cenário nacional.

## Demandas

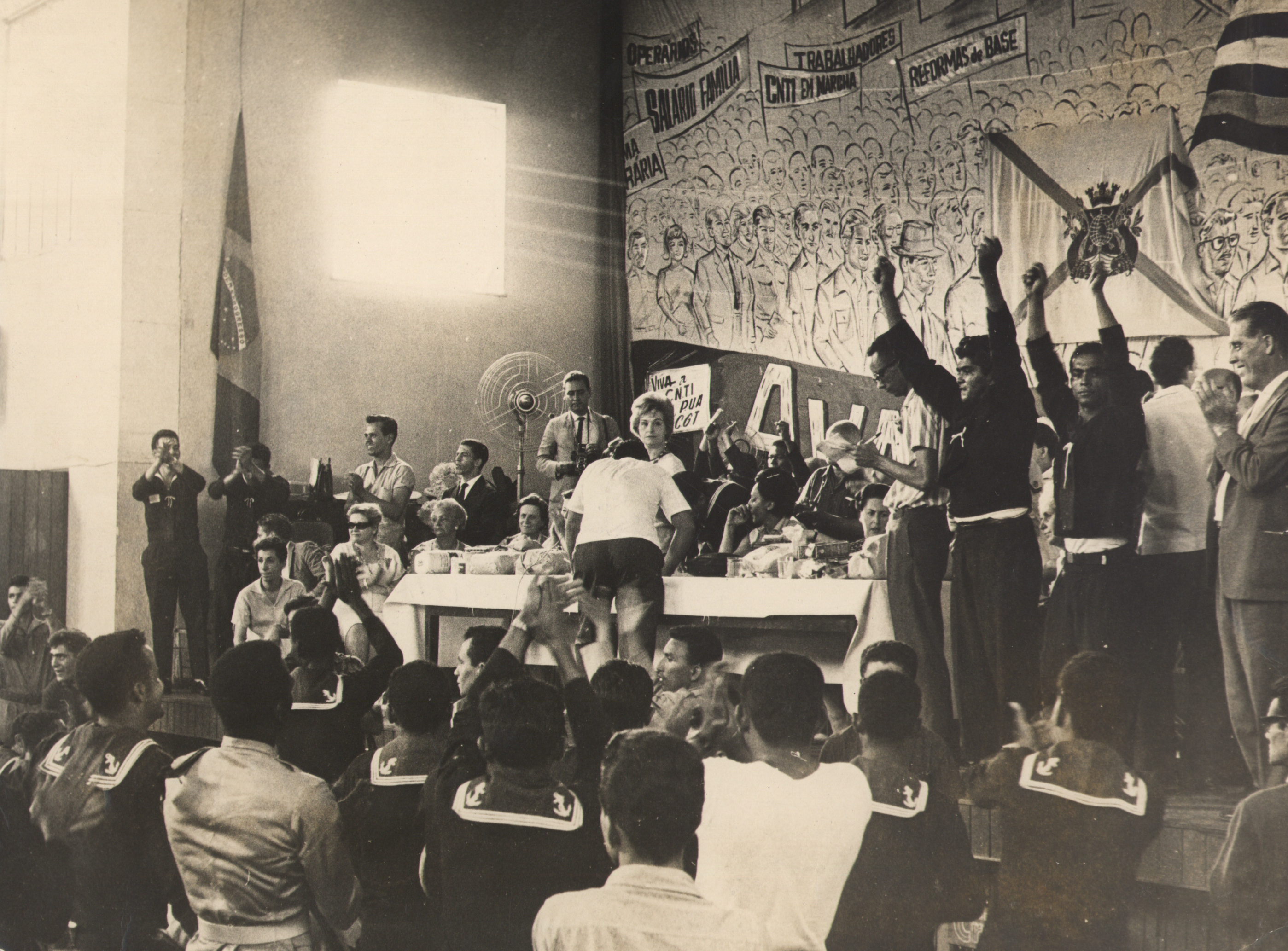
Cartazes ao fundo ilustram a associação dos marinheiros com outros grupos

As reivindicações dos movimentos podem ser divididas entre internas, ou seja, relativas à sua posição dentro da corporação, e externas, quanto à sociedade em geral. No meio delas estavam as demandas pela participação política.

### Internas
Os movimentos não só demandavam o aumento dos soldos como também condenavam a diferença entre os oferecidos a oficiais e praças. Sargentos não estavam satisfeitos quanto à sua estabilidade de carreira; esta só era concedida após dez anos de serviço, o que muitos não chegavam a obter; se não entrassem nos cursos de especialização e aperfeiçoamento, para os quais as vagas eram limitadas, podiam ser licenciados após determinado tempo. A transformação proposta era complexa, pois o paradigma do Exército era que só os oficiais seriam profissionalizados; desde a introdução do serviço militar obrigatório em 1916, havia oficiais permanentes, de carreira, e praças variáveis. Praças permanentes teriam importância secundária. Muitos não tinham condições financeiras de cursarem a especialização e aperfeiçoamento. Suboficiais, subtenentes e sargentos estavam preocupados também com conseguirem ascender ao oficialato. Na Marinha, os Planos de Carreira eram causa de muito descontentamento, pois apenas duas tentativas eram permitidas para a promoção de cabo a sargento.
Exigiam-se melhores condições de trabalho, moradia e alimentação. Em 1963, a Marinha teve duas greves de fome ligadas à alimentação. Segundo a coluna “Plantão Militar”, publicada pelo sargento reformado João Batista de Paula em Ultima Hora, a péssima qualidade das refeições na maioria dos quartéis se devia ao uso da verba para outros fins, como melhorias nas instalações. Os movimentos também queriam facilidades para a aquisição da casa própria; o subtenente Herotildes de Araújo condenou na Câmara Municipal de São Paulo o fato dos empréstimos da Força Pública para esse fim serem disponíveis imediatamente aos oficiais, mas somente após 10 anos, com bom comportamento, para praças.
Restrições à vida privada, naturais de organizações corporativas como Forças Armadas, deveriam ser renegociadas. Entre elas estava o direito ao casamento. Ele era permitido aos oficiais (exceto aspirantes e guardas-marinha), suboficiais e subtenentes, enquanto sargentos, cabos, marinheiros e soldados só tinham esse direito sob determinadas condições de idade e tempo de serviço, além da autorização de um comandante. Segundo o deputado Salvador Lossasco, as praças formavam família, mas ficavam sem direitos como assistência hospitalar. Na memória do ex-sargento Jacques D'Ornellas, “nenhuma jovem ousava se aproximar de um sargento”.
Desejava-se também o direito a vestir trajes civis na folga, o que permitiria a vida privada e “como cidadão”, e o fim da segregação com os oficiais. Pelo regulamento do Exército, praças e oficiais não podiam comer à mesma mesa, viajar na mesma cabine ou dançar no mesmo salão. A mistura social dos níveis hierárquicos era conhecida, inclusive na linguagem oficial, como “promiscuidade”. A convivência social dos militares, dentro e fora da jornada de trabalho, é nos cículos hierárquicos de oficiais (generais, intermediários ou subalternos), de subtenentes (ou suboficiais) e sargentos e de cabos e soldados.

### De participação política
A existência dos movimentos exigia a “humanização” dos regulamentos disciplinares e a alteração nos critérios de comportamento. Quanto menor a patente, maior era o rigor disciplinar. Todo o progresso na carreira dependia dos critérios de comportamento, e lideranças dos movimentos estavam sujeitas ao licenciamento ou à transferência a guarnições remotas. Na Marinha, os regulamentos davam margem à arbitrariedade dos superiores. Sua existência era entrave para a organização política. O regulamento do Exército proibia a participação em sindicatos e petições e manifestações coletivas, declarações não técnicas à imprensa e discussões políticas nos quartéis.
Os regulamentos determinavam a “absoluta aversão à política tanto na esfera individual como na coletiva”. Entretanto, a politização entre praças e entre oficiais era tratada de forma diferente. O alto oficialato tinha envolvimento ativo na política, com as disputadas eleições no Clube Militar sendo acompanhadas na imprensa. O coronel Jurandir Bizarria Mamede, contrário à posse presidencial de Juscelino Kubitschek, não foi punido por seu discurso em 1955. Os ministros militares de 1961 tentaram impedir a posse de Goulart, e no seu governo, oficiais da Marinha abertamente pediam sua deposição. Já as atividades políticas de praças eram reprimidas.
A principal causa foi a elegibilidade nas assembleias legislativas. A Constituição de 1946 dava os direitos de votar e ser votado aos oficiais e os negava às praças, à exceção dos sargentos, para os quais era ambígua. A jurisprudência antes dos anos 60 tinha decisões favoráveis à candidatura de sargentos em eleições. Nessa década, integrantes dos movimentos concorreram, mas novas decisões judiciais foram contrárias à elegibilidade. Na opinião dos sargentos, os tribunais agiam politicamente contra seus movimentos.

### Externas
Os movimentos não eram estritamente corporativistas e tomavam partido na política nacional. Eram caracterizados por um nacionalismo reformista, favorável às reformas de base. Nos panfletos e discursos eleitorais constam exigências como a reforma agrária, monopólios estatais, política externa independente e restrições ao capital estrangeiro e grandes lucros. As edições do “Plantão Militar” abordavam a situação dos servidores civis nas Forças Armadas, defendendo sua efetivação no funcionalismo público federal. Havia a causa da defesa da legalidade, o que ficou mais ambíguo com a radicalização em 1963, a partir da qual a ideia da revolução entrou em cogitação. Nesse ano houve também a quebra de legalidade na revolta ocorrida em Brasília, o que foi muito prejudicial ao movimento.
A esquerda procurou aliar-se a esses movimentos. Havia um esforço mútuo de aproximação entre praças e sindicalistas; o lema “sargento também é povo” transmitia o entendimento de que movimentos fora da área militar também lhes diziam respeito. Na Frente de Mobilização Popular, praças compartilhavam espaço com o Comando Geral dos Trabalhadores, a União Nacional dos Estudantes, as Ligas Camponesas e outros grupos. A Frente defendia o voto e elegibilidade das praças e a anistia a soldados e sargentos. Uma de suas lideranças, o deputado federal Leonel Brizola, representou as demandas das praças no Congresso. Suas ligações existiam desde a Campanha da Legalidade, e, enquanto ainda era governador do Rio Grande do Sul, suas encampações de empresas americanas foram populares entre as praças. Ele teve o maior sucesso entre os líderes esquerdistas que tentaram aproximar-se das praças.
As praças tinham simpatia pelo presidente João Goulart, que, por sua vez, apoiava as mudanças de legislação que exigiam. A Associação de Marinheiros e Fuzileiros Navais do Brasil (AMFNB) recebia generosos subsídios da Casa Civil da Presidência. Em compensação, o presidente queria apoio e investia em lideranças mais leais, pois os movimentos, embora não fossem de oposição, eram reformistas e por isso não davam apoio incondicional.

## Entidades de classe

Marinheiros reunidos

A principal ação era através das associações de classe, como a AMFNB, o Clube dos Suboficiais, Subtenentes e Sargentos das Forças Armadas e Auxiliares (CSSSFAA) e a Casa dos Sargentos, reativada em 1961. Embora tiveram destaque nos acontecimentos políticos, eram originalmente fundadas para prover “assistência médico-hospitalar, jurídica, educacional, recreativa e financeira, entre outras”. Além disso, outros clubes e grêmios já existiam, como o Clube dos Suboficiais e Sargentos da Aeronáutica (CSSA), organizado em 1942. No Exército, associações de sargentos eram criadas desde os anos 40 e a princípio receberam forte apoio oficial, pois podiam melhorar as condições sociais dos membros e a o caráter totalizante da instituição. Porém, atividades políticas e reivindicatórias eram reprimidas. Na Marinha, a AMFNB foi criada quando já existiam associações de sargentos e taifeiros.
Nem todas as praças concordavam com o movimento. Alguns clubes recusavam-se a enfrentar os oficiais, como o Humaitá,  no Rio de Janeiro, que estava do lado de oposicionistas como o almirante Sílvio Heck e o governador Carlos Lacerda. A politização do CSSSFAA levou à saída de membros que preferiam focar nas atividades assistenciais e recreativas. Em maio de 1963 várias associações defenderam o general Antônio Carlos Muricy quando foi atacado nos discursos de Brizola, mesmo com a popularidade de Brizola no movimento.
O CSSSFAA surgiu em Brasília em 1961, tendo membros de todas as Armas, e em 1963 foi inspiração para o Clube dos Cabos e Soldados (CCSFAA). Seu primeiro presidente foi Antônio Prestes de Paula, líder da revolta de 1963. A AMFNB foi fundada no Rio de Janeiro em 1962 e inicialmente focou na assistência aos marinheiros. Com o passar do tempo houve crescente hostilidade e intransigência do almirantado e radicalização do movimento, que protagonizou a revolta de 1964. Seu segundo presidente foi José Anselmo dos Santos, o “cabo Anselmo”. A entidade chegou a ter quinze mil sócios e foi “polo irradiador” para a organização nas outras corporações, inspirando praças da Polícia Militar, bombeiros e a Associação de Cabos da Força Aérea Brasileira (ACAFAB), ainda embrionária em 1964.
Na Guanabara, não foi possível aliciar suboficiais e sargentos do Exército para o movimento reivindicatório, e a organização de cabos e soldados era incipiente. Nessa corporação, o estado disciplinar dos sargentos no início da década, inclusive em 1964, não estava muito longe do normal. Sua presença nos encontros mais famosos, como a reunião no Automóvel Clube, foi limitada. O governo pôde contar com a Força Terrestre nas revoltas dos sargentos e dos marinheiros, e nos expurgos após o golpe, apenas 6 a cada 10.000 sargentos do Exército foram atingidos, contra 6 a cada 1.000 na Marinha e Aeronáutica. Isso foi resultado das mudanças feitas desde as revoltas dos anos 30, com um aumento do controle e qualificação dos sargentos, e novos esforços nos anos 60.

## Alinhamento ideológico
Os subalternos eram uma parte importante da esquerda militar, mas seus movimentos eram ideologicamente heterogêneos. Havia os ligados ao presidente, a Brizola, aos oficiais (chamados de “pelegos” pelos outros), especialmente oficiais nacionalistas, ao Partido Comunista e suas dissidências, como a Polop e o PCdoB, a Francisco Julião, ao trotskismo e ao integralismo. Segundo o depoimento de um sargento, os mais importantes eram os independentes, sem ligação específica, seguidos dos integralistas, que, porém, apenas se chamavam de “nacionalistas”. Os comunistas eram bem-organizados e menos radicais do que seus dissidentes. Na polícia paulista, o Setor Militar do PCB, atuando discretamente, assumiu a diretoria de quase todas as entidades e agremiações, especialmente de praças, nos anos 60. O Partido Operário Revolucionário, de tendência trotskista, conseguiu vínculos entre sargentos da Aeronáutica e Exército. Alguns depoimentos enfatizam a força dos brizolistas, estimados, segundo um assessor de Brizola, em 22 mil num total de 40 mil sargentos no país. Na televisão, Brizola discursava ao lado de fuzileiros armados.
Muitos tiveram sua iniciação política nos cursos do Instituto Superior de Estudos Brasileiros, e os mais politizados formaram grupos de estudo, discutindo-se, por exemplo, Marx e Lenin. Narciso Júlio Gonçalves, em 1964 um sargento-fuzileiro naval e secretário da revista Âncora, publicação da Associação de Sargentos da Marinha, recorda-se de ler em seu grupo Josué de Castro, Celso Furtado, Paulo Freire e Nelson Werneck Sodré.
A causa corporativa era mais importante do que as divisões ideológicas, apesar da ausência de centralização, e o movimento tinha independência. Essa autonomia, porém, era duvidada pelos seus inimigos e mesmo pelo ministro do Trabalho de Goulart, Abelardo Jurema, para o qual tratava-se de “um movimento sem direção, sem consistência e, ao mesmo tempo, sem lideranças capazes”.
Nas eleições, os candidatos preferiam concorrer pelo Partido Trabalhista Brasileiro, principalmente pela conveniência de ser o partido governante. Alguns participavam no Partido Socialista Brasileiro.

## Potencial de ação
Setores da esquerda vislumbraram um poder militar operando em sua defesa, e não na sua repressão, servindo de contrapeso à direita militar. Essa possibilidade era temida pela elite. Segundo um assessor de Brizola, havia a ideia de, na reação a um golpe da direita, os Grupos dos Onze apoiarem os sargentos na tomada dos quartéis. Cada sargento comandaria três Grupos. Conforme Paulo Schilling assessor de Brizola, oficiais, sargentos e marinheiros poderiam ser o núcleo armado de um partido revolucionário organizado a partir dos Grupos. Para ele, a organização das praças era um dos fatores políticos revolucionários mais importantes do período. Em 1962 o intelectual Moniz Bandeira, um dos fundadores da Polop, especulou da participação de sargentos e soldados numa insurreição defensiva, preparada por uma vanguarda revolucionária, contra um golpe. A esquerda policial, segundo um relatório do Departamento de Ordem Política e Social (DOPS) paulista, poderia não reprimir greves. Discursos de praças da Força Pública aludiram a esse papel. Em janeiro de 1963 o presidente do Centro Social dos Cabos e Sargentos, Oirazil Werneck, foi mais longe, colocando os sargentos como preparadores de uma revolução anti-imperialista.
Para os militares influenciados pela Doutrina da Guerra Revolucionária, as ameaças dos sargentos de defender o governo Goulart com as armas eram evidência da terceira fase da “guerra revolucionária”, a criação de grupos armados. Entretanto, toda a expectativa das esquerdas de ter como aliados “armas e braços treinados para usá-las” não se traduziu numa organização real para o confronto iminente. O “instrumento de trabalho” — o fuzil — aparecia na retórica, mas não foi usado contra o golpe em 1964.

## Efeitos na instituição

### Eventos marcantes

Revolta dos marinheiros

A atuação política das praças apareceu ao público pela primeira vez, ainda que com importância secundária, com sua adesão à Campanha da Legalidade em 1961. Na Aeronáutica, a rebelião dos sargentos e suboficiais da Base Aérea de Canoas impediu a atuação contra Brizola e praças sabotaram a Operação Mosquito, embora seu desmantelamento tenha ocorrido nos altos escalões. No importante 18º Regimento de Infantaria, em Porto Alegre, sargentos garantiram o alinhamento à Legalidade. Marinheiros fizeram o mesmo nos contratorpedeiros Ajuricaba e Bracuí.
Nas eleições de 1962 vários sargentos lançaram candidaturas “de classe”, com as mesmas reivindicações, expressando as demandas internas e externas. Os votos foram conquistados entre praças, oficiais e civis. Foram eleitos Antônio Garcia Filho como deputado federal pela Guanabara, com votação expressiva, Almoré Zoch Cavallero, como deputado estadual pelo Rio Grande do Sul, e Edgar Nogueira Borges, como vereador em São Paulo. Os tribunais foram dificuldade desde o início, e várias candidaturas foram impedidas. Dos três, tomou posse Garcia Filho.
Em 11 de maio de 1963, sargentos cariocas homenagearam o general Osvino Ferreira Alves, comandante do Primeiro Exército, no Instituto de Aposentadorias e Pensões dos Comerciários (IAPC). O general não compareceu, mas a reunião prosseguiu, com a presença também de representantes estudantis, camponeses e sindicais. O discurso mais famoso foi do subtenente paraquedista Gelcy Rodrigues Côrrea, que num momento declarou “pegaremos em nossos instrumentos de trabalho e faremos as reformas juntamente com o povo, e lembrem-se os senhores reacionários que o instrumento de trabalho do militar é o fuzil.” 25 anos depois, Gelcy avaliou que deveria ter sido mais moderado. Um relatório do DOPS identificou 600 civis e militares presentes, dos quais vinte estavam fardados. O evento foi considerado importante, preocupando o oficialato e estampando a primeira página dos jornais. Para os oficiais, o problema maior não era o teor político, mas a confraternização de praças com um general. O ministro da Guerra Amaury Kruel reagiu com a prisão de vários sargentos e recebeu a solidariedade de muitos oficiais, incluindo alguns legalistas de 1961.
O Supremo Tribunal Federal reiterou a inelegibilidade dos sargentos. Em resposta, em 12 de setembro a revolta dos sargentos estourou em Brasília. O movimento foi armado. Os rebeldes tiveram um morto e três feridos e mataram um civil. Por algumas horas, rebeldes da Marinha e Aeronáutica quase controlaram a capital federal, mas os sargentos do Exército não aderiram, permitindo uma reação efetiva do Batalhão da Guarda Presidencial. Após a derrota, o movimento dos sargentos foi muito enfraquecido pela repressão e perdeu simpatia da opinião pública, embora as entidades de esquerda tenham demonstrado solidariedade. Surgiu um movimento pela anistia dos rebeldes. Para Gelcy Côrrea, o “grupo mais consequente do movimento” queria a rota da negociação, mas “a massa estava movida pela paixão”. O capitão Eduardo Chuahy, ajudante de ordens na Casa Militar do presidente, aponta entre os motivos dessa radicalização a “exploração do movimento por certos políticos”.
No final de março de 1964 ocorreu na Guanabara a revolta dos marinheiros. Uma reunião da AMFNB no Sindicato dos Metalúrgicos foi transformada em assembleia permanente para exigir, além das demandas tradicionais, a liberação de 12 dirigentes detidos pouco antes. Os marinheiros recusaram-se a retornar aos navios e quartéis, como determinado pelos comandantes. O movimento não foi armado. As autoridades prepararam respostas militares. Fuzileiros navais enviados contra os marinheiros aderiram a eles, e uma nova ofensiva foi traçada. O desfecho foi pela negociação: o Ministro da Marinha caiu e os marinheiros foram anistiados, imaginando-se, então, vitoriosos. Porém, a reação indignada dos oficiais já era visível em manifestos publicados pelos Clubes Naval e Militar.
Os eventos no Sindicato dos Metalúrgicos e a subsequente anistia presidencial empurraram oficiais indecisos contra o presidente. Como agravantes, os marinheiros foram detidos em instalações do Exército, não da Marinha; “soltos, saíram pelas ruas do Rio em passeata, carregando dois almirantes de esquerda nos ombros”; e o novo ministro da Marinha, Paulo Mário da Cunha Rodrigues, foi indicado pelos sindicalistas. Em 30 de março, dois protagonistas da revolta, o “cabo Anselmo” e o almirante Cândido Aragão, compareceram a uma reunião organizada pela Associação dos Subtenentes e Sargentos da Polícia Militar no Automóvel Clube, na presença de Goulart, o que “indicava que o governo esporeava a crise”. “A revolta dos marujos ofendeu a grande massa politicamente amorfa” do oficialato.

### Disciplina militar
A existência da indisciplina nas praças nos anos 60 é consenso. A politização entrava em choque com os princípios de hierarquia e disciplina. Para o brigadeiro Rui Moreira Lima, a proximidade de Goulart, chegando a intervir em favor de sargentos que lhe escreviam cartas, foi mau julgamento, pois invertia a hierarquia.
Punições disciplinares divulgadas externamente podiam levar a perdões de autoridades superiores, desautorizando os comandantes. A AMFNB usava a ameaça da indisciplina como instrumento de pressão. Elio Gaspari escreve:

A organização militar, baseada em princípios simples, claros e antigos, estava em processo de dissolução. Haviam sido abaladas a disciplina e a hierarquia. Além disso, o discurso do presidente mostrara que a mazorca  tinha o seu amparo. Desde 1961, quando os sargentos foram peças importantes para neutralizar a ação de oficiais que pretendiam impedir a posse de Jango, algumas unidades viviam sob uma espécie de duplo comando. Centenas de oficiais suportaram situações vexatórias. Numa unidade da Vila Militar havia sargentos que não cumpriam escalas de guarda e mantinham paióis particulares.

Há, porém a perspectiva de que o oficialato superdimensionou a relevância dos eventos. Já Nelson Werneck Sodré tem a opinião de que a indisciplina era praticada também pelos oficiais, como os trinta presos em 1963 por assinarem um manifesto contra a posse do almirante Aragão no Corpo de Fuzileiros Navais. O rigor das punições contra oficiais era menor. Antônio Duarte dos Santos, que foi presidente do Conselho Deliberativo da AMFNB, aponta o capitão do cruzador Tamandaré como indisciplinado contra Goulart, o comandante-em-chefe das Forças Armadas, por ter feito um discurso contra o Comício da Central. Não houve punição. As declarações políticas de oficiais eram constantes, e os oficiais rebeldes de Aragarças e Jacareacanga foram anistiados, ao contrário dos sargentos que pegaram em armas em 1963.

### Relação com o oficialato

Clube Naval publica um manifesto em reação à revolta dos marinheiros

Alguns oficiais nacionalistas —“Os generais Osvino Alves e Oromar Osório, o almirante Cândido Aragão, os coronéis Jefferson Cardim e Kardec Leme”— eram favoráveis aos movimentos, embora o envolvimento fosse arriscado para suas carreiras. Eles às vezes tentavam impedir transferências ou ignoravam a propaganda eleitoral. Aragão serviu de intermediário entre a AMFNB e o Ministério da Marinha.
Já conservadores viram nos movimentos “uma prova concreta do processo de subversão instaurado no país, processo esse que envolveria, como um dos pontos nodais, a desagregação das Forças Armadas”. A necessidade de reagir à mobilização dos graduados foi consenso. Podia-se tolerar a divisão “horizontal”, entre oficiais, mas não a “vertical”, entre patentes, pois “representava uma partilha de poder inaplicável à estrutura hierarquizada, onde a autoridade seria indivisível.” Mesmo oficiais considerados legalistas, como os generais Kruel, inimigo do “sargentismo”, e Peri Constant Bevilacqua, foram contra os movimentos. A reação das Forças Armadas foi de vigilância e punição, com prisões e transferências.
Os discursos do general Castelo Branco denunciavam a indisciplina militar como resultado da intromissão civil, tanto do comunismo quanto da política partidária. A direita militar culpava os “generais do povo” e o presidente. Depoimentos de oficiais enfatizam como Goulart queria cooptar os graduados para, junto com o dispositivo militar montado entre os generais, neutralizar qualquer investida dos oficiais contra ele. Entretanto, superestimou a lealdade dos graduados e subestimou a força dos oficiais. Enquanto alguns depoentes notam o apoio ao presidente entre os graduados, outros o minimizam. A atenção do presidente foi vista como “um privilégio indevido, uma manifestação de clientelismo e uma intromissão do partidarismo nas Forças Armadas.” Além das questões disciplinares e políticas, para os oficiais jovens também havia as econômicas e simbólicas, pois o prestígio dado pelo presidente aos sargentos era uma degradação relativa de sua posição social, refletindo o temor de proletarização da classe média.

## No golpe de 1964
O movimento dos sargentos é apontado como a motivação por trás dos oficiais que deflagraram o golpe, mas seus motivos eram vários. O temor da quebra da disciplina e as revoltas em Brasília e na Guanabara diminuíram a simpatia mesmo dos oficiais próximos aos movimentos, pois passaram a temer a desagregação da instituição militar. Os conspiradores contra o governo conseguiram tomar para si o discurso da legalidade. Assim, diminuíram as chances de ação legalista entre os oficiais, e os legalistas perderam em 1964, ao contrário de 1961. Entretanto, a dinâmica interna das Forças Armadas não foi o único fator, e havia uma articulação conspiratória ampla.
Às vésperas do golpe a Marinha ainda estava em agitação, enquanto os sargentos obstruíam qualquer ação da Aeronáutica. A iniciativa foi tomada pelo Exército na figura do general Olímpio Mourão Filho, cujo manifesto citou os eventos na Marinha e a provocação a “rebeliões nos círculos patrióticos e disciplinados dos sargentos”. O presidente imaginava ter o respaldo do Exército, em parte graças a uma base de apoio entre os graduados, mas eles foram leais a seus comandantes. As praças como um todo fizeram apenas atos isolados contra o golpe e não impediram seu sucesso.
Fuzileiros navais atuaram sob o almirante Aragão, e o “cabo Anselmo” juntou armas no Sindicato dos Metalúrgicos. Os sargentos da Base Aérea de Santa Cruz dispuseram-se a lutar sob Rui Moreira Lima, seu comandante legalista, que, porém, entregou o comando. No Rio Grande do Sul, sargentos legalistas ocuparam o Aeroporto Salgado Filho e o quartel-general da 3ª Divisão de Cavalaria. Na Base Aérea de Fortaleza, sargentos lideraram um contingente armado que solicitou um esclarecimento do comandante, mas não houve confronto.

## Na ditadura militar

Expulsão de fuzileiros navais em 1964

O novo regime precisava mais ainda de estabilizar os quadros militares, partindo imediatamente a um expurgo, com expulsões e transferências para a reserva. O Ato Institucional n.º 1 suspendeu as garantias de vitaliciedade e estabilidade. A maioria dos afetados em 1964 eram oficiais. No Exército, 22,5% dos generais foram expurgados, contra apenas 0,1% dos subtenentes e sargentos. Alguns militares receberam transferências a regiões distantes, punições disciplinares e reengajamentos, o que é difícil de mensurar, pois não acontece somente por motivos políticos.
Praças foram punidas, com foco nas suas associações. A Aeronáutica extinguiu a Associação dos Cabos e, para evitar uma nova revolta como a de 1963, não só excluiu os militares de participação comprovada como também alterou as normas de engajamento e reengajamento dos cabos para facilitar o expurgo daqueles contra os quais não havia evidência suficiente. A Marinha fechou a AMFNB e expulsou seus diretores. Por outro lado, demandas dos marinheiros acabaram atendidas durante a ditadura. No Exército, sargentos atualmente podem seguir carreira tal qual os oficiais.
Uma minoria mais extremada de participantes dos movimentos ingressou na luta armada contra a ditadura. Eram ao redor de 3% dos processados dos grupos de guerrilha urbana, embora tivessem importância qualitativa. Participaram da “guerrilha de Copacabana”, em julho de 1964, da guerrilha de Três Passos, em 1965, e da guerrilha do Caparaó, em 1966–1967, que chegou a ser chamada de “Movimento dos Sargentos” na imprensa.

### Citações
1. ↑  Beattie 1996, p. 471.
2. ↑  Vasconcelos 2019, p. 471.
3. ↑  Rodrigues 2013, p. 3-4.
4. ↑  Conceição 2015, p. 18.
5. ↑  Santos 2010, p. 41.
6. 1 2 3  Carvalho 2006, p. 76-77.
7. ↑  Atassio 2012, p. 94-95.
8. ↑  Maciel 2009, p. 78-79.
9. ↑  Almeida 2010, p. 27.
10. ↑  Rodrigues 2013, p. 151.
11. ↑  Almeida 2010, p. 83.
12. ↑  Carvalho 2013, p. 4.
13. ↑  Zimmermann 2013, p. 98-99.
14. ↑  Parucker 2006, p. 43.
15. ↑  Carvalho 2013, p. 163.
16. ↑  Beattie 1996.
17. ↑  Campos 2011, p. 73.
18. 1 2  Atassio 2012, p. 71.
19. 1 2  Parucker 2006, p. 69-70.
20. ↑  Zimmermann 2013, p. 11-12 e 137.
21. 1 2  Almeida 2010, p. 36.
22. ↑  Conceição 2015, p. 92-93.
23. ↑  Zimmermann 2013, p. 15-16.
24. ↑  Atassio 2012, p. 72.
25. ↑  Rodrigues 2013, p. 16 e 56.
26. ↑  Zimmermann 2013, p. 69.
27. ↑  Parucker 2006, p. 19-21 e 27-32.
28. ↑  Zimmermann 2013, p. 76.
29. ↑  Atassio 2012, p. 70-72.
30. ↑  Conceição 2015, p. 22.
31. ↑  Rodrigues 2013, p. 57-60.
32. ↑  Rodrigues 2017, p. 38-39.
33. ↑  Donato 1987, p. 157.
34. ↑  Almeida 2010, p. 30.
35. ↑  Rodrigues 2017, p. 39-40.
36. ↑  Atassio 2012, p. 80.
37. ↑  Silva 2011, p. 29-31.
38. ↑  Carvalho 2006, p. 63.
39. ↑  Carvalho 2006, p. 67-70.
40. 1 2 3 4  Chirio 2012, p. 36.
41. ↑  Silva 2011, p. 46-49.
42. ↑  Parucker 2006, p. 85.
43. ↑  Santos 2010, p. 41-43.
44. ↑  Rodrigues 2017, p. 41-43.
45. ↑  Parucker 2006, p. 38.
46. ↑  Parucker 2006, p. 69-72.
47. ↑  Ferreira 2014, p. 65.
48. ↑  Carvalho 2013, p. 4-5.
49. ↑  Carvalho 2013, p. 62-77.
50. ↑  Parucker 2006, p. 178-180.
51. ↑  Almeida 2010, p. 38.
52. ↑  Carvalho 2013, p. 78-92.
53. ↑  Carvalho 2013, p. 59-60.
54. ↑  Parucker 2006, p. 78.
55. ↑  Parucker 2006, p. 75-77.
56. ↑  Santos 2010, p. 92.
57. ↑  Parucker 2006, p. 77-78.
58. ↑  Rodrigues 2013, p. 318.
59. ↑  Zimmerman 2013, p. 16-17.
60. 1 2  Parucker 2006, p. 69 e 73-75.
61. ↑  Almeida 2010, p. 36-38.
62. ↑  Parucker 2006, p. 74.
63. ↑  Zimmermann 2013, p. 69 e 85.
64. ↑  Rodrigues 2013, p. 46.
65. ↑  Parucker 2006, p. 55-58.
66. ↑  Parucker 2006, p. 79-83.
67. ↑  Carvalho 2013, p. 93-112.
68. ↑  Parucker 2006, p. 79-83 e 175.
69. ↑  Faria 2013, p. 158.
70. ↑  Parucker 2006, p. 62-63.
71. ↑  Rolim 2009, p. 19, 21 e 240-244.
72. 1 2 3  Faria 2013, p. 158-159.
73. ↑  Parucker 2006, p. 63-65.
74. ↑  Parucker 2006, p. 84-87.
75. ↑  Zimmermann 2013, p. 66-69.
76. ↑  Almeida 2010, p. 34.
77. ↑  Parucker 2006, p. 89-90.
78. ↑  Faria 2013, p. 237.
79. ↑  Parucker 2006, p. 86-89.
80. ↑  Gandra, Castro & Silva 2014.
81. ↑  Castro 2017.
82. ↑  Almeida 2010, p. 32-59.
83. ↑  Almeida 2010, p. 17.
84. ↑  Zimmermann 2013, p. 88.
85. ↑  Vasconcelos 2010, p. 240.
86. ↑  Zimmermann 2013, p. 72-105.
87. ↑  Carvalho 2011, p. 7.
88. 1 2 3  Moraes 2011, p. 102.
89. 1 2  Parucker 2006, p. 59-62 e 67.
90. ↑  Garcia 2019, p. 128.
91. ↑  Pereira 2005, p. 150.
92. ↑  Rolim 2009, p. 129.
93. ↑  Moraes 2011, p. 99-100.
94. ↑  Parucker 2006, p. 45 e 64-66.
95. 1 2  Parucker 2006, p. 190-191.
96. ↑  Faria 2013, p. 157.
97. ↑  Vasconcelos 2010, p. 226.
98. ↑  Baldissera 2003, p. 64-65.
99. ↑  Moraes 2011, p. 150.
100. ↑  Almeida 2010, p. 57.
101. ↑  Vasconcellos 2021, p. 68.
102. ↑  Shiota 2017, p. 115-116.
103. ↑  Garcia 2019, p. 144.
104. ↑  Faria 2013, p. 146-147.
105. ↑  Santos 2010, p. 57.
106. ↑  Parucker 2006, p. 38-43.
107. ↑  Rolim 2009, p. 146-152.
108. ↑  Zimmermann 2013, p. 81-82.
109. ↑  Rolim 2009, p. 152-155.
110. ↑  Rolim 2009, p. 158-159.
111. ↑  Parucker 2006, p. 44-49 e 52-58.
112. ↑  Maciel 2009, p. 88.
113. ↑  Parucker 2006, p. 50-51.
114. ↑  Zimmermann 2013, p. 83-85.
115. 1 2  Chirio 2012, p. 37.
116. ↑  Parucker 2006, p. 52.
117. ↑  Conceição 2015, p. 71.
118. ↑  Parucker 2006, p. 122-128.
119. ↑  Ferreira & Gomes 2014, cap. 12.
120. ↑  Zimmermann 2013, p. 77 e 80-81.
121. ↑  Parucker 2006, p. 175-176.
122. ↑  Moraes 2011, p. 104.
123. ↑  Parucker 2006, p. 179-180.
124. ↑  Almeida 2010, p. 20.
125. ↑  Almeida 2010, p. 69-70 e 73-77.
126. ↑  Conceição 2015, p. 66.
127. ↑  Ferreira & Gomes 2014, cap. 20.
128. 1 2  Gaspari 2014.
129. ↑  Almeida 2010, p. 76-77.
130. ↑  Zimmermann 2013, p. 5.
131. ↑  Santos 2010, p. 45.
132. ↑  Rosa 1995, p. 49.
133. ↑  Gandra, Castro & Silva 2014, p. 140-141.
134. ↑  Zimmermann 2013, p. 91.
135. ↑  Santos 2010, p. 48.
136. ↑  Almeida 2010, p. 50-51.
137. ↑  Rodrigues 2017, p. 34-35.
138. ↑  Rolim 2009, p. 201.
139. ↑  Parucker 2006, p. 67-68.
140. ↑  Rodrigues 2013, p. 229.
141. ↑  Almeida 2010, p. 46.
142. ↑  Parucker 2006, p. 191.
143. ↑  Zimmermann 2013, p. 93-94.
144. ↑  Chirio 2012, p. 37-38.
145. ↑  Parucker 2006, p. 97-100.
146. ↑  Chirio 2012, p. 37-39.
147. ↑  Atassio 2007, p. 94-96.
148. ↑  Rodrigues 2017, p. 40.
149. ↑  Parucker 2006, p. 149-150 e 200-201.
150. ↑  Conceição 2015, p. 82.
151. ↑  Rolim 2009, p. 219-220.
152. ↑  Zimmermann 2013, p. 92.
153. ↑  Parucker 2006, p. 181.
154. ↑  Almeida 2010, p. 79-80.
155. ↑  Ferreira 2011, p. 502-503.
156. ↑  Axt 2020.
157. ↑  Conceição 2015, p. 89-96.
158. ↑  Correio da Manhã, 16/04/1964.
159. ↑  Zimmermann 2013, p. 100-104.
160. ↑  Vasconcelos 2010, p. 236-240.
161. ↑  Rolim 2009, p. 194.
162. ↑  Parucker 2006, p. 201-202.
163. ↑  Almeida 2012, p. 53.